# Guatteria eriopoda
Guatteria eriopoda este o specie de plante angiosperme din genul Guatteria, familia Annonaceae, descrisă de Dc.. A fost clasificată de IUCN ca specie vulnerabilă. Conform Catalogue of Life specia Guatteria eriopoda nu are subspecii cunoscute.